# Луций Геллий Публикола (консул 36 года до н. э.)
Лу́ций Ге́ллий Публи́кола (лат. Lucius Gellius Publicola; родился около 80 года до н. э. — умер в 31 году до н. э. или несколько позже) — римский политический деятель и военачальник из плебейского рода Геллиев, консул 36 года до н. э. Стал героем ряда стихотворений Катулла. В гражданских войнах сражался на стороне Брута и Кассия, позже — на стороне Марка Антония.

## Биография
Луций Геллий принадлежал к незнатному плебейскому роду. Его отец, носивший то же имя, был консулом в 72 году до н. э. и цензором в 70 году до н. э. Матерью или мачехой Луция-младшего была Полла, во втором браке жена Марка Валерия Мессалы Нигра; соответственно, Марк Валерий Мессала Корвин (консул-суффект 31 года до н. э.) приходился Луцию братом — единоутробным или сводным.
Рождение Луция Геллия исследователи датируют примерно 80 годом до н. э. В молодости Публикола принадлежал к окружению скандального политика-популяра Публия Клодия. Он был в числе любовников Клодии и знакомых Гая Валерия Катулла, который упоминает его в целом ряде своих стихотворений. Луций Геллий пользовался доверием поэта, но в то же время стал мишенью для обвинений в распутстве: по словам Катулла, этот юный нобиль сделал своими любовницами жену дяди, родную сестру и даже мать. По-видимому, Катулл просто повторяет ходившие по городу слухи, которые не полностью соответствовали истине. Во всяком случае, Валерий Максим пишет, что Луций Геллий-старший заподозрил сына в связи с его мачехой, а не матерью; был организован полноценный домашний суд, на котором присутствовали представители сената, и глава семьи, рассмотрев дело, постановил, что Луций-младший невиновен.
О политической деятельности Публиколы до убийства Гая Юлия Цезаря (44 год до н. э.) практически ничего не известно. Возможно, именно он упоминается в одной латинской надписи (CIL X 6017) как дуумвир в Минтурнах. Луций был давним другом Марка Юния Брута, а потому летом 44 года до н. э. последовал за ним и Гаем Кассием на Восток. Там Публикола составил заговор; Брут разоблачил его, но простил благодаря просьбам Мессалы. Позже заговор Луция против Кассия раскрыла его собственная мать, которая взамен выговорила для сына жизнь. Тогда Луций бежал к Марку Антонию и с этого момента стал сторонником цезарианцев.
В 41 году до н. э. Публикола чеканил в Малой Азии монеты с портретами Антония и Октавиана и легендой L. Gell(ius) q(uaestor) p(rovincialis или ro Praetore). По одной версии, он был в это время просто квестором, по другой — квестором и пропретором. В 36 году до н. э. Луций занимал должность консула вместе с Марком Кокцеем Нервой, но задолго до конца года сложил полномочия. В 31 году до н. э. в битве при Акции он командовал правым флангом флота Антония; когда флотоводец Октавиана Марк Випсаний Агриппа начал растягивать линию, чтобы зайти кораблям Антония в тыл, Публикола начал делать то же самое, и в результате в боевом порядке появился разрыв. После этого Луций не упоминается в источниках. Предположительно он погиб в битве или вскоре после неё.
Луций Геллий был женат на Семпронии, сводной сестре Луция Семпрония Атратина (консула-суффекта 34 года до н. э.).